# Đá Ica

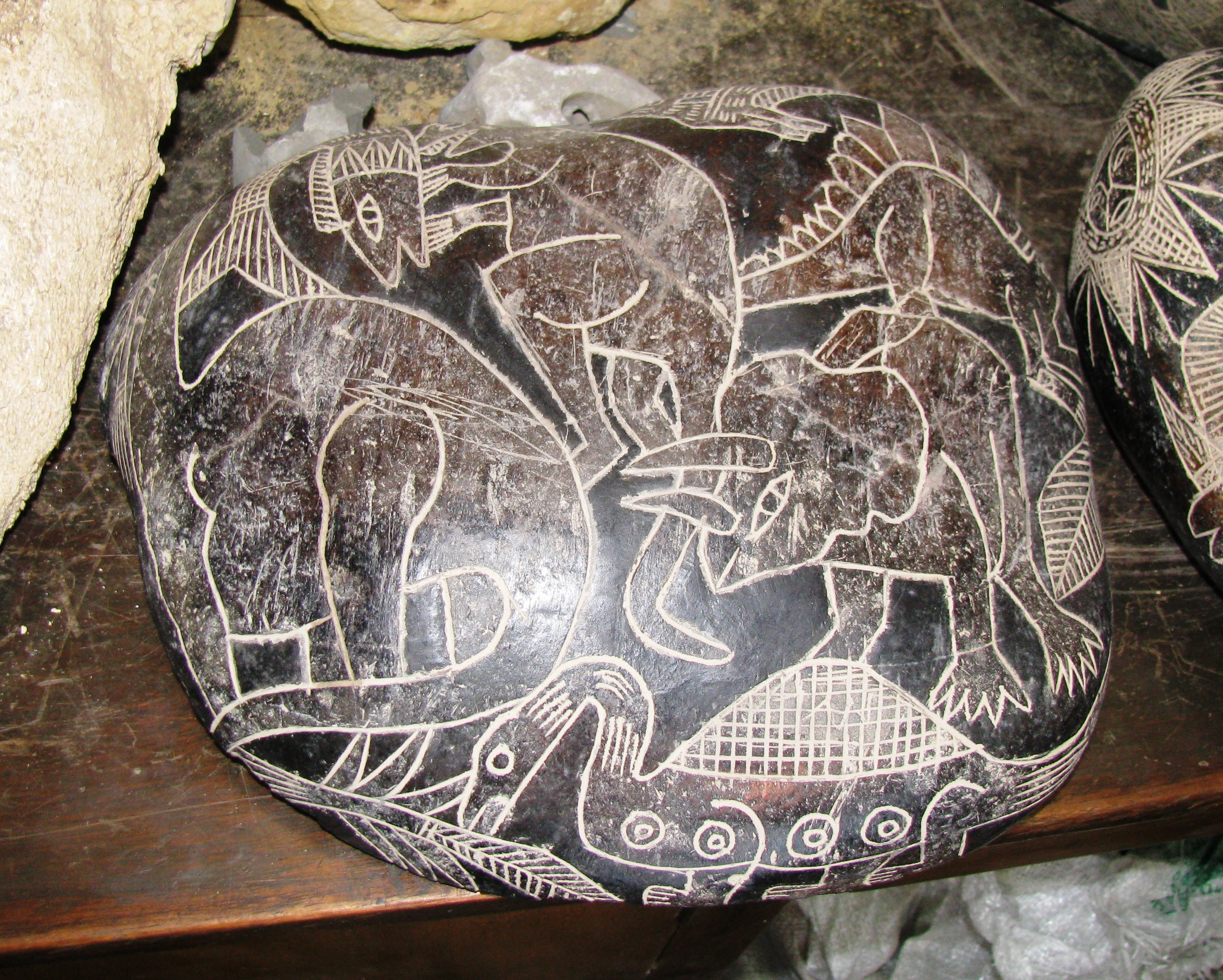
Một phiến đá Ica được cho là mô tả một hình tượng khủng long.

Đá Ica là một bộ sưu tập các phiến đá andesite được tìm thấy ở Ica, Peru và có nhiều dạng hình thù khác nhau. Một số phiến đá trong bộ sưu tập được cho là đã mô tả các loài khủng long và được tạo ra bằng cách sử dụng một phương tiện kỹ thuật tiên tiến. Đây được coi là một trong những trò lừa bịp đã thu hút sự tò mò của công chúng trong thế kỷ XX.
Vào những năm 1960, Javier Cabrera Darquea đã bắt đầu thu thập và phổ biến những thông tin về những viên đá có niên đại xa xưa, thu được từ một người nông dân tên Basilio Uschuya. Người nông dân sau một thời gian khẳng định chúng là những hiện vật cổ, đã thừa nhận rằng trước khi bán những viên đá đó, anh ta đã tạo ra những điêu khắc trên bề mặt và một lớp gỉ phủ bên ngoài các phiến đá bằng cách nướng chúng trong phân bò.

## Mô tả
Những viên đá được cấu tạo từ andesit. Chúng có nhiều kích thước khác nhau từ 3 cm × 2,5 cm × 1,5 cm (1,18 in × 0,98 in × 0,59 in) đến 40 cm (16 in). Do tác động của thời tiết và nhiệt độ, chúng đã xuất hiện lớp gỉ mỏng trên bề mặt bao gồm một lớp vỏ phong hóa. Trong đó quá trình phong hóa đã biến một số lớp Felspat thành đất sét, tạo ra một chất liệu mềm hơn, được xếp hạng 3 đến 4 trên thang Mohs về độ cứng của khoáng vật và có thể bị trầy xước.
Những phiến đá được chạm khắc nông với nhiều hình ảnh minh họa khác nhau, một số được khắc trực tiếp, số khác khắc bằng cách loại bỏ nền phần nền, để lại hình chạm nổi. Các hình ảnh minh họa khác nhau, từ những bức tranh đơn giản trên một mặt của một viên sỏi, cho đến những thiết kế có độ phức tạp cao. Một số thiết kế theo phong cách có thể được công nhận là thuộc các nền văn hóa Paracas, Nazca, Tiwanaku hoặc Inca.
Có nhiều hình ảnh điêu khắc mô tả hoa, cá hoặc các loài động vật khác nhau. Những phiến đá khác mô tả những cảnh vật có vẻ sai niên đại trong thời kỳ nghệ thuật tiền Colombia, chẳng hạn như mô tả các kiến thức về khủng long, các tác phẩm y tế tiên tiến và bản đồ vào thời điểm đó.

## Bối cảnh
Các di tích khảo cổ cho các bằng chứng về sự tồn tại của các nền văn minh Peru từ vài nghìn năm trước. Ở giai đoạn sau, toàn bộ Peru hiện đại được hợp nhất thành một đơn vị chính trị và văn hóa duy nhất, đỉnh cao là Đế chế Inca và chấm dứt với cuộc chinh phạt của người Tây Ban Nha. Trong một giai đoạn trên, các khu vực như thung lũng Ica vốn có thể định cư được ngăn cách với những khu vực khác bởi sa mạc, có thể đã phát triển thành một nền văn hóa đặc trưng.
Các cuộc khai quật ở Ica đã được thực hiện từ cuối thế kỷ 19 và đầu thế kỷ 20 bởi các học giả như Max Uhle, Julio C. Tello, Alfred L. Kroeber, William Duncan Strong và John Howland Rowe. Không ai trong số họ báo cáo việc phát hiện ra các phiến đá andesite chạm khắc. Tuy nhiên, một số tảng đá chạm khắc từng bị các huaqueros (những kẻ trộm mộ) rao bán cho khách du lịch và những nhà sưu tầm thiếu chuyên nghiệp.
Một trong những nhà sưu tầm này là Santiago Agurto Calvo, một kiến trúc sư chuyên nghiệp, từng là Hiệu trưởng Đại học Kỹ thuật Quốc gia ở Lima. Ông đã tổ chức các cuộc tìm kiếm tại các ngôi mộ cổ. Vào tháng 8 năm 1966, ông đã phát hiện một viên đá như vậy ở khu vực Toma Luz, quận Callango, Thung lũng Ica. Với phần ngoại cảnh tương ứng với văn hóa Tiwanaku. Ông đã báo cáo khám phá của mình cho Bảo tàng khu vực ở thành phố Ica và được cử người phụ trách đến là nhà khảo cổ học Alejandro Pezzia Assereto đồng hành trong các chuyến thám hiểm. Vào tháng 9 năm 1966 tại nghĩa trang Đồi Uhle, khu vực De la Banda, Quận Ocucaje, lần đầu tiên họ tìm thấy một phiến đá chạm khắc với nguồn gốc xác định trong một ngôi mộ được cho là thuộc về nền văn hóa Paracas. Viên đá này khá phẳng và có hình dạng bất thường, kích thước đạt khoảng 7 cm × 6 cm × 2 cm (2,76 in × 2,36 in × 0,79 in). Trên đó có chạm khắc với thiết kế trừu tượng giống một bông hoa có tám cánh. Agurto đã công bố khám phá này trên một tờ báo tại Lima.
Pezzia vẫn tiếp tục công tác tìm kiếm. Tại khu mộ San Evaristo ở Toma Luz, ông đã tìm thấy một tảng đá chạm khắc có kích thước tương tự như trước đó, với hình ảnh một con cá y như thật. Ngoại cảnh của ngôi mộ có niên đại khoảng vào thời kỳ Middle Horizon (600-1000 Công nguyên). Trong một ngôi mộ cách đó không xa trong cùng một khu vực, ông đã tìm thấy một phiến đá có thiết kế khá giống một con llama, một nét đặc trưng của nền văn hóa Ica. Năm 1968, Pezzia công bố những phát hiện của mình, bao gồm cả hình vẽ và mô tả.

## Được phổ biến

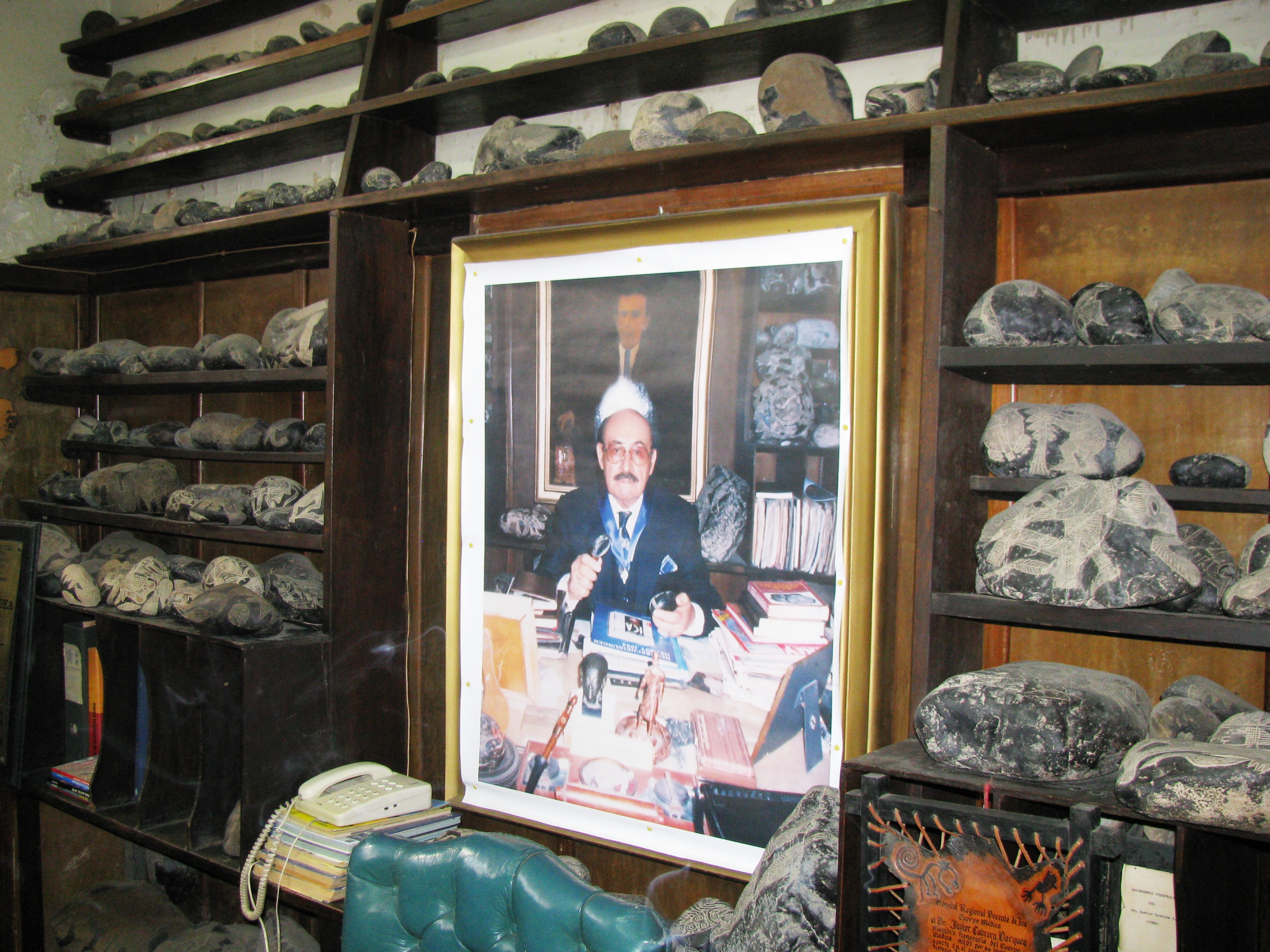
Bộ sưu tập đá Ica bao quanh bức chân dung của Javier Cabrera

Trong khi đó vào năm 1966, một bác sĩ người Peru là Javier Cabrera Darquea đã được tặng một hòn đá có khắc hình một con cá mà Cabrera cho là loài đã tuyệt chủng. Cha của ông đã bắt đầu sưu tập những viên đá tương tự vào những năm 1930 và dựa trên sự hứng thú của ông đối với thời tiền sử tại Peru, Cabrera đã bắt đầu thu thập thêm. Ban đầu, ông mua hơn 300 viên đá từ hai anh em Carlos và Pablo Soldi, những người cũng thu thập các hiện vật thời tiền Inca, và tuyên bố rằng họ đã không thành công khi cố gắng thu hút sự quan tâm của giới khảo cổ học. Cabrera sau đó đã tìm thấy một nguồn cung cấp những viên đá khác, một người nông dân tên là Basilio Uschuya, người đã bán cho anh ta hàng nghìn viên nữa. Bộ sưu tập của Cabrera phát triển mạnh mẽ, đạt hơn 11.000 viên đá vào những năm 1970.
Cabrera đã xuất bản một cuốn sách, Thông điệp về những viên đá khắc ở Ica về chủ đề này, thảo luận về những lý thuyết của ông về nguồn gốc và ý nghĩa của những viên đá. Trong đó, ông lập luận rằng những viên đá là bằng chứng cho thấy "con người đã ít nhất 405 triệu năm tuổi" và cho cái mà ông gọi là người "gliptolithic", sinh vật từ hành tinh khác. Ông cho rằng "Thông qua việc cấy ghép các mã nhận thức cho các loài linh trưởng bậc cao, những người từ ngoài không gian đã tạo ra những con người mới trên trái đất." Những viên đá Ica đạt được sự quan tâm lớn hơn từ công chúng khi Cabrera từ bỏ sự nghiệp y học của mình và mở một bảo tàng trưng bày hàng nghìn viên đá vào năm 1996.
Năm 1973, trong một cuộc phỏng vấn với Erich von Däniken, Uschuya đã thành thật rằng anh ta đã làm giả những viên đá mà anh ta đã bán cho Cabrera. Năm 1975 Uschuya và một người nông dân khác tên Irma Gutierrez de Aparcana xác nhận rằng họ đã rèn những viên đá mà họ tặng cho Cabrera bằng cách sao chép những hình ảnh từ truyện tranh, sách giáo khoa và tạp chí. Uschuya đã chối bỏ chuyện làm giả các viên đá trong một cuộc phỏng vấn với một phóng viên Đức, anh ta đã khẳng định chúng là trò lừa bịp nhằm tránh bị bỏ tù vì tội bán các hiện vật khảo cổ.
Năm 1977, trong bộ phim tài liệu Pathway to the Gods của BBC, Uschuya đã sản xuất một viên đá Ica bằng mũi khoan của nha sĩ và tuyên bố đã tạo ra một lớp gỉ giả bằng cách nướng đá trong phân bò. Cùng năm đó, một bộ phim tài liệu khác của BBC được phát hành để phân tích những hoài nghi về những viên đá của Cabrera; do gây chú ý, chính quyền Peru đã bắt Uschuya vì luật pháp Peru cấm bán các khám phá khảo cổ. Uschuya lại phủ định việc anh ta đã tìm thấy chúng và thay vào đó thừa nhận rằng chúng chỉ là trò lừa bịp. Uschuya cho rằng "Làm ra những viên đá này dễ hơn làm ruộng." Anh ta đã khắc những viên đá bằng cách sử dụng hình ảnh trong sách và tạp chí với các công cụ khác như dao, đục và khoan nha khoa. Uschuya cũng khẳng định rằng anh ta đã không làm tất cả các viên đá. Kết quả là anh ta không bị trừng phạt và được phép tiếp tục bán những viên đá tương tự cho khách du lịch để làm đồ trang sức. Những viên đá tương tự tiếp tục được tạo ra và chạm khắc bởi các nghệ nhân khác như những sản phẩm của những lò rèn nguyên thủy.

## Tác động
Ngoại trừ những trường hợp hiếm hoi mà nguồn gốc đã được biết đến, không có cách nào xác định niên đại của những viên đá này. Vì vậy, một viên đá có nguồn gốc không chắc chắn không bao giờ có thể được sử dụng để đưa ra kết luận mà nếu không sẽ bị coi là không chắc chắn. Những viên đá đã được sử dụng bởi một số người theo thuyết "Trái đất trẻ" để tuyên bố rằng con người đã sống gần với thời đại khủng long, điều này mâu thuẫn với bằng chứng cho thấy sự tuyệt chủng của loài khủng long trước loài người khoảng 66 triệu năm. Ít nhất một nguồn theo chủ nghĩa Trái đất Trẻ đã không chấp nhận sử dụng chúng như một lập luận cho thuyết sáng tạo Trái đất Trẻ. Những người tin vào các phi hành gia cổ đại cũng đã cố gắng sử dụng những viên đá làm bằng chứng về một nền văn minh tiên tiến đã mất, được mang đến cho con người từ những hành tinh khác và các nhà sử học thần thoại đã tuyên bố chúng là bằng chứng cho thấy huyền thoại cổ đại là lịch sử chính xác; không có bất cứ lý thuyết nào nêu trên được chấp nhận trong các cộng đồng khoa học hoặc học thuật.. Trong Encyclopedia of Dubious Archaeology: From Atlantis To The Walam Olum, nhà khảo cổ học Ken Feder đã nhận xét "Những viên đá Ica không phải là trò tinh vi nhất trong số những trò lừa bịp khảo cổ học được thảo luận trong cuốn sách này, nhưng chúng chắc chắn được xếp hạng ở mức phi lý nhất."